# Sint-Franciscuskerk (Oudewater)
De Sint-Franciscuskerk is een rooms-katholieke kerk in Oudewater.
De kerk werd tussen 1881 en 1882 gebouwd ter vervanging van een oudere en kleinere kerk uit 1803. De Sint-Franciscuskerk werd ontworpen door Evert Margry, die een leerling van Pierre Cuypers was geweest. Margry ontwierp een driebeukige neogotische kruiskerk, met een pastorie. Margry ontwierp ook het hoofdaltaar en de altaren in de zijkapellen. Veel van het overige interieur, waaronder de kruiswegstatie, is ook afkomstig uit zijn atelier.
De Sint-Franciscuskerk heeft een toren van 60 meter hoog. De kerk is 14,8 meter hoog, 54 meter lang en inclusief het schip en de zijbeuken 19,5 meter breed. De kerk wordt overdekt door stenen kruisribgewelven. Het interieur is vrijwel geheel beschilderd.
In 1992 werd houtrot in de kerktoren ontdekt. Om de restauratie te financieren werd de Stichting Reddingsplan Franciscuskerk opgericht. In 1994 werd de toren gerestaureerd. In 2009 werd de kerk voorzien van een nieuwe fundering om verdere verzakking tegen te gaan.. Dit vormde, samen met het herstel van het koor, de eerste en tweede fase van de restauratie. In 2019 is de derde fase van de restauratie uitgevoerd en zijn de ramen en het schilderwerk in het transept hersteld..
De kerk werd op 6 september 1882 in gebruik genomen en werd gewijd aan Franciscus van Assisi. De kerk is tot op heden in gebruik bij de geloofsgemeenschap St. Franciscus van de Parochie Pax Christi.
De kerk beschikt over een orgel van de firma Maarschalkerweerd.

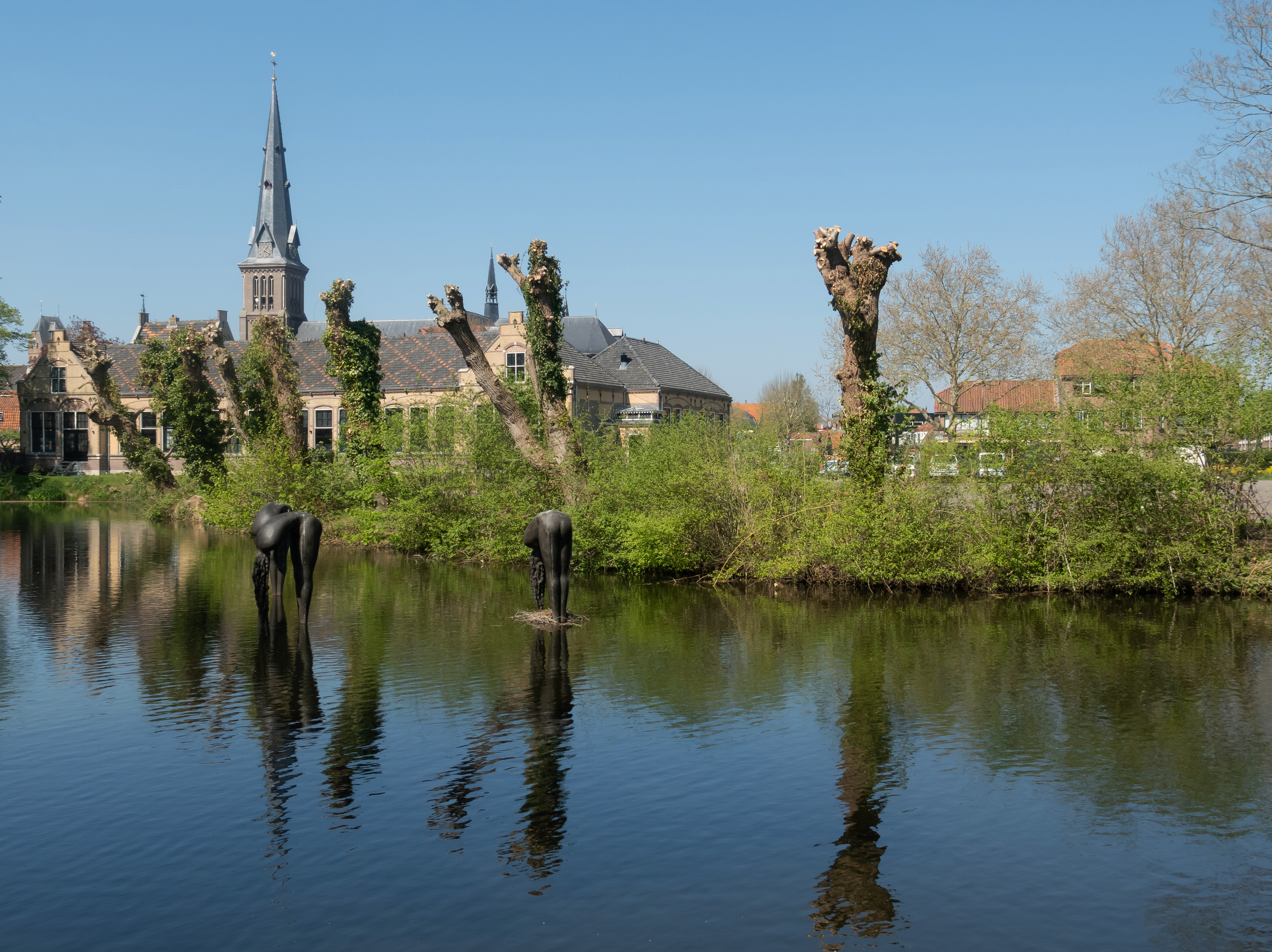
De kerktoren vanaf de Waardsedijk
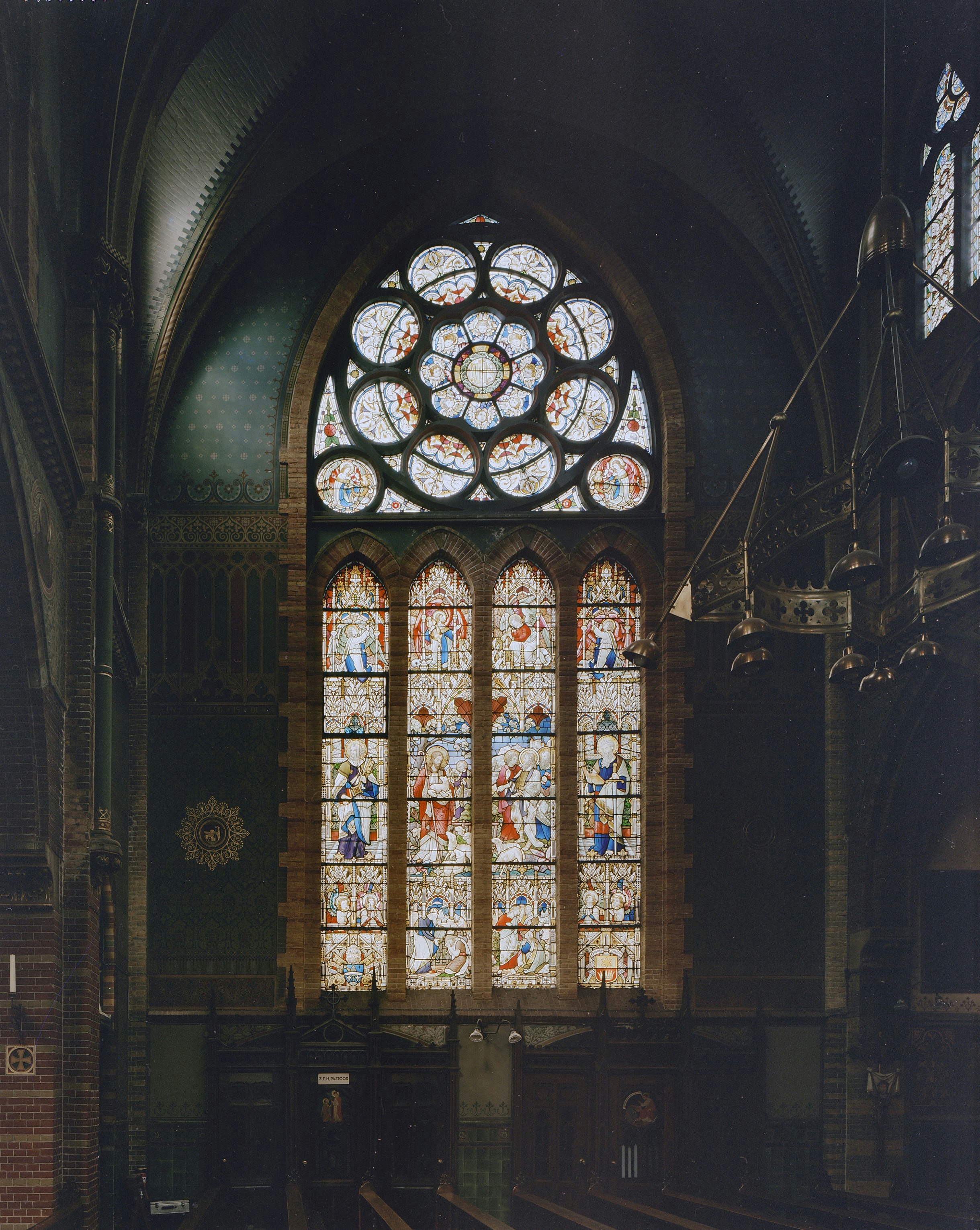
Zijbeuk met gebrandschilderd raam en biechtstoelen
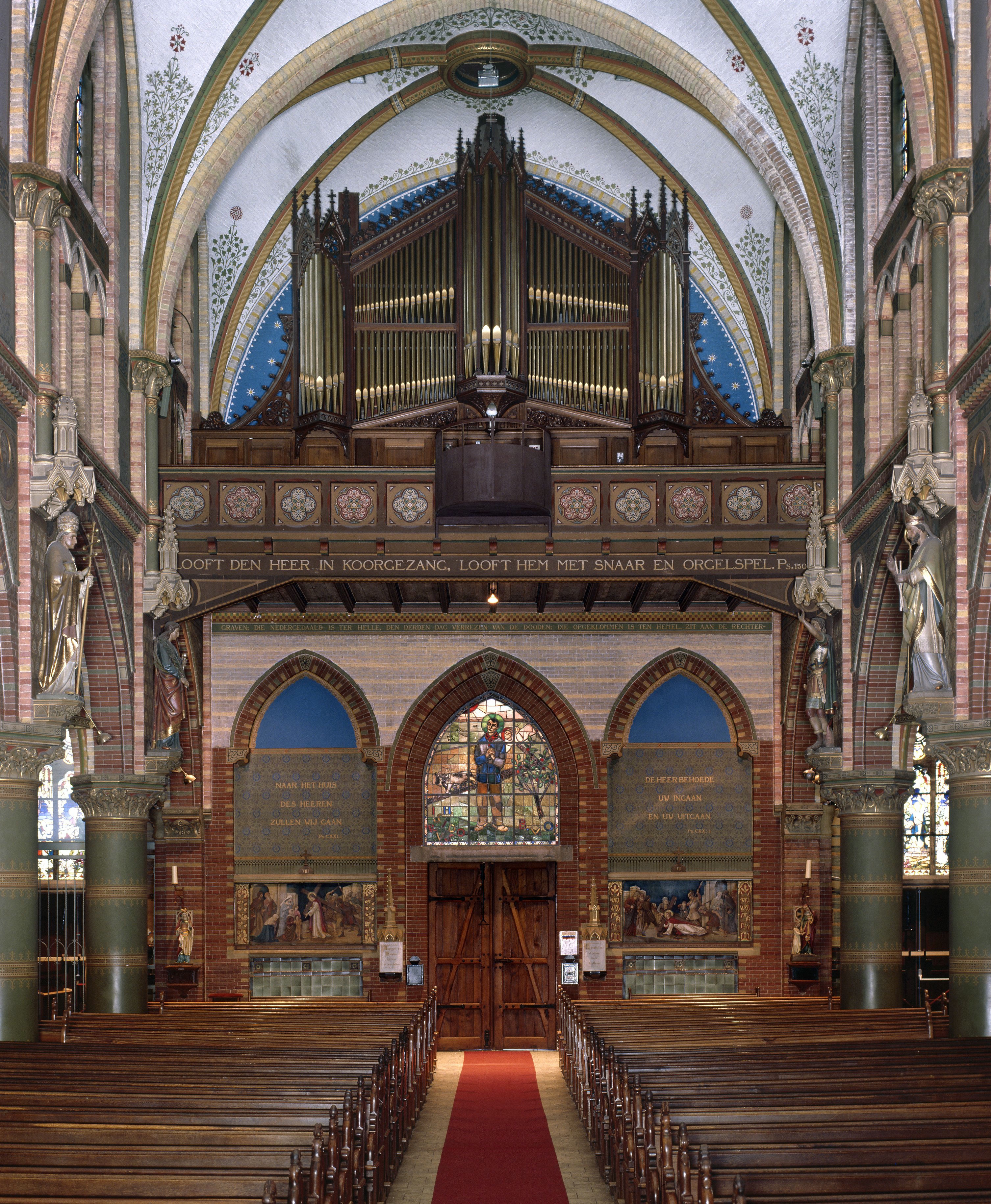
Het orgel boven de ingang
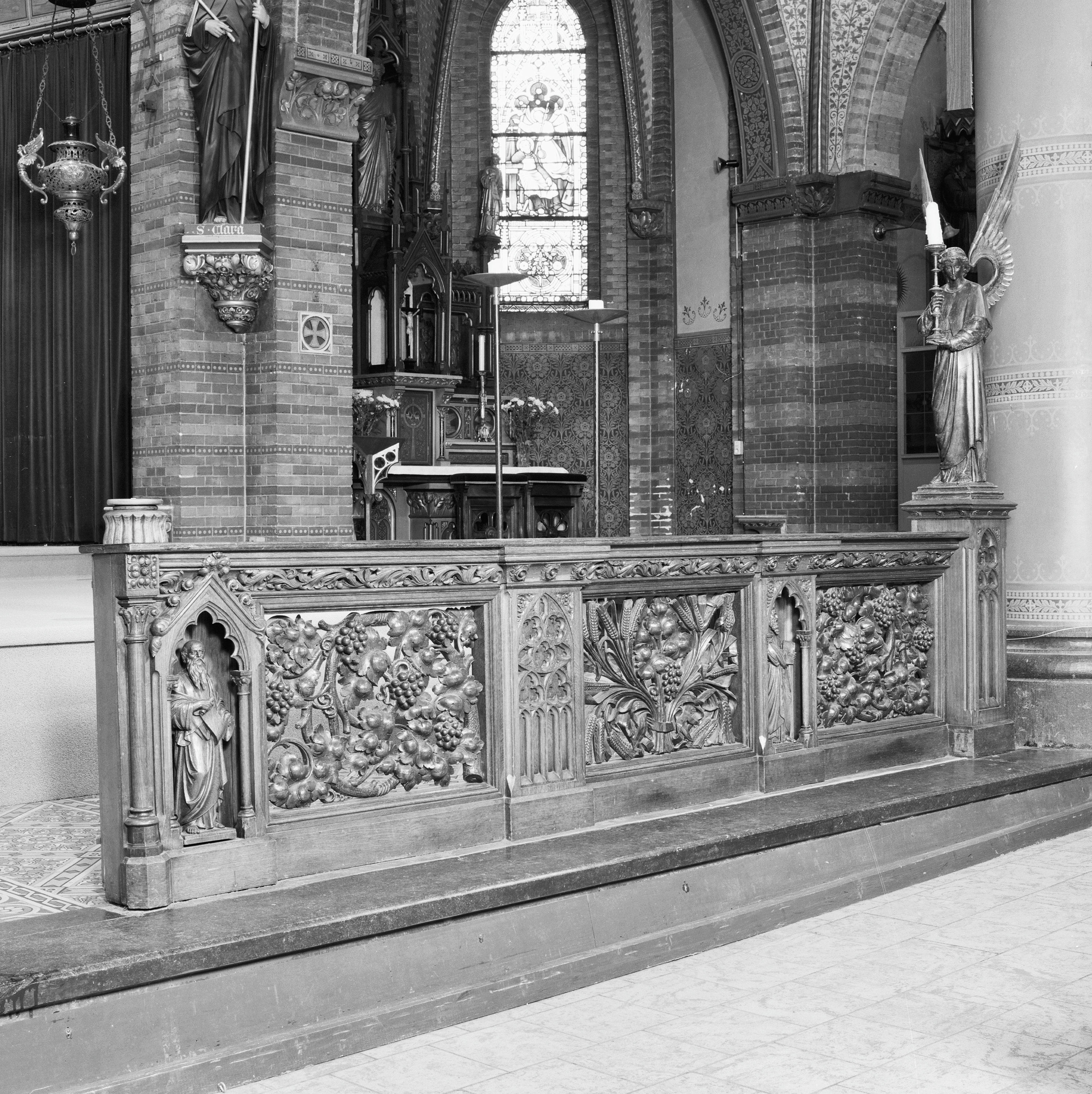
Communiebank met zeer gedetailleerd houtsnijwerk

## Referentie
- Streekarchief Rijnstreek - Oudewater: de rooms-katholieke Sint-Franciscuskerk
- R.K. Oudewater.nl - Historie kerk